# Pascal Houdus
Pascal Houdus (* 1986) ist ein deutsch-französischer Theater- und Filmschauspieler sowie Hörspielsprecher.

## Leben
Houdus wurde als Sohn eines französischen Dolmetschers und einer holländisch-deutschen Lehrerin aus Westfalen in der Nähe von Bielefeld geboren. Er wuchs in Gütersloh auf, wo er das Städtische Gymnasium besuchte. Seine Schullaufbahn schloss er mit dem Abitur ab. Seinen Zivildienst machte er in Berlin; er arbeitete dort im Kinderladen in Berlin-Schöneberg. Nebenbei besuchte er einen Schauspielkurs an der VHS. 2008 wirkte er, noch vor seiner Schauspielausbildung, in Stephen Daldrys Literaturverfilmung Der Vorleser mit, wo er als Rechtsanwaltsgehilfe kurz an der Seite von Ralph Fiennes zu sehen ist.
Er sprach an verschiedenen Schauspielschulen in Leipzig, München, Rostock und Berlin vor, wo er, mit Ausnahme von München, jeweils auch sofort angenommen wurde. Houdus entschied sich für Berlin, wo er dann von 2009 bis 2013 sein Schauspielstudium an der Hochschule für Schauspielkunst „Ernst Busch“ absolvierte. Während seines Studiums wirkte er in verschiedenen Studienproduktionen am BAT-Studiotheater mit. Außerdem trat er in der Spielzeit 2011/12 als Gast am Deutschen Theater im Stück Das Ding von Philipp Löhle (Regie: Daniela Löffner) in den Rollen Beat/Wang auf.
Im September 2012 debütierte Pascal Houdus noch während seines Studiums in der Hauptrolle (als Maik) im Theaterstück Tschick (Regie: Christopher Rüping) am Thalia Theater. In der Spielzeit 2012/13 gastierte er am Volkstheater München in Calderons Versdrama Das Leben ein Traum.
Seit der Spielzeit 2013/14 ist er festes Ensemblemitglied am Thalia Theater. In dem Theaterstück Revolvertraum (Premiere: 2013, nach Lola Arias) stellte er einen jungen Mann in einer Beziehungskrise dar. Außerdem gehörte er in der Spielzeit 2013/14 zur Uraufführungsbesetzung von Bye Bye Hamburg, einer literarischen Spurensuche über Auswanderer. In der Spielzeit 2013/14 übernahm er außerdem die Rolle des Max in Christina Rasts Uraufführungsinszenierung der Theateradaption Bei den Wilden Kerlen von Dave Eggers, nach Maurice Sendaks Bilderbuch Wo die wilden Kerle wohnen.
Am Thalia Theater spielte er in den folgenden Jahren u. a. Benvolio in Die Tragödie von Romeo und Julia (2014–2017, Regie: Jette Steckel), Atréju in Die unendliche Geschichte (2015–2017, Regie: Rüdiger Pape), des Grieux in Der Spieler (2016–2017, nach Motiven von Dostojewski, Regie: Jan Bosse), Herr K. in Das Schloss (2016–2017, nach Motiven von Franz Kafka, Regie: Antú Romero Nunes) und als Kadett Lignière in Cyrano de Bergerac (2017, Regie: Leander Haußmann).
Weiters wirkte er zwischen 2015 und 2017, u. a. neben Gabriela Maria Schmeide, Rafael Stachowiak und Stephan Bissmeier, in mehreren Rollen in Luk Percevals Zola-Trilogie, einer Textfassung für dreizehn Schauspieler (mit Texten aus den Bänden Der Totschläger und Doktor Pascal aus Zolas Romanzyklus Die Rougon-Macquart), mit. In der Spielzeit 2018/19 spielte er am Thalia-Theater den Göttervater Zeus in einer Inszenierung des Orpheus- und Eurydike-Stoffs von Antú Romero Nunes, das Monster in der Uraufführung von Frankenstein/Homo Deus (Regie: Jan Bosse) und in John von Düffels Shakespeare-Adaption Rom (Regie: Stefan Bachmann). In der Spielzeit 2019/20 stand er im Thalia Gauß in der Rolle des deutschen Biogenetikers Eitan Zimmermann, der sich in die amerikanische Arabistik-Studentin Wahida verliebt, in Wajdi Mouawads neuem Stück Vögel auf der Bühne.
2014 gastierte er, von seinem Hamburger Festengagement aus, am Schauspiel Stuttgart in dem Theaterstück Das Fest nach dem gleichnamigen Film von Thomas Vinterberg. Im Rahmen der Veranstaltungsreihe „Thalia Kulturlandschaften“ gab er im Mai 2015 im Archäologischen Zentrum Hitzacker eine Lesung mit Joseph Conrads Erzählung Herz der Finsternis.
Houdus arbeitet regelmäßig auch für den Film und das Fernsehen, wo er häufig in verschiedenen Krimiformaten zu sehen ist. Er hatte zunächst Episodenrollen in den ZDF-Fernsehserien SOKO Leipzig (2014), wo er den Medizinstudenten Fabian Weller, einen Sektionsassistenten der Seriennebenfigur Prof. Rossi (Anna Stieblich), der einen Mord zu verbergen sucht, darstellte, und Notruf Hafenkante (2015); dort war er der vorbestrafte und tatverdächtige Umzugshelfer Freddy Rösner. In der 4. Staffel der ARD-Vorabendserie Morden im Norden (2017) folgte eine Episodennebenrolle als Jungunternehmer und tatverdächtiger Freund einer jungen Frau, bei dem Teile des erpressten Lösegelds aufgefunden werden. In der 16. Staffel der ZDF-Krimiserie SOKO Köln (2018) war Houdus in einer Episodenhauptrolle zu sehen; er spielte den jungen Nikolas Becker, den WG-Mitbewohner des Opfers, der versucht, seinen Bruder, der eine Vergewaltigung begangen hat, vor der Polizei zu schützen. In der 12. Staffel der ZDF-Serie SOKO Stuttgart (2021) übernahm er eine Episodenhauptrolle als Fahrradladen-Inhaber und tatverdächtiger Ex-Freund einer getöteten Trail-Bikerin. In der 21. Staffel der ZDF-Serie SOKO Wismar (2024) spielte er den tatverdächtigen Callboy und Ex-Polizisten Steffen Meissner. 2023 war er im preisgekrönten Kinofilm Letzter Abend zu sehen.
Houdus, der auch die französische Staatsangehörigkeit besitzt, lebt in Hamburg. Mit seiner Ehefrau, der Schauspielerin Franziska Hartmann, hat er zwei Kinder.

## Theaterrollen

### Bat Studiotheater Berlin
- 2009: Wende.Wandel.Wilder Osten (Regie: Janet Stornowski)
- 2010: Einer wie ich würde mich auch nicht vom Springen abhalten (Regie: Korbinian Schmidt)
- 2012: Der Bürger (Regie: Simon Kubisch)
- 2012: Im weißen Rößl (Regie: Janet Stornowski)

### Deutsches Theater Berlin
- 2012: Das Ding (Regie: Daniela Löffner)

### Volkstheater München
- 2012: Das Leben ein Traum (Regie: Christopher Rüping)

### Schauspielhaus Stuttgart
- 2014: Das Fest (Regie: Christopher Rüping)

### Thalia Theater
- seit 2012: Tschick (Rolle: Maik; Regie: Christopher Rüping)
- 2013: Revolvertraum (Regie: Maria Ursprung)
- 2013–2014: Bei den wilden Kerlen (Regie: Christina Rast)
- 2013–2014: Bye Bye Hamburg (Regie: Christopher Rüping)
- seit 2014: Die Tragödie von Romeo und Julia (Rolle: Benvolio; Regie: Jette Steckel)
- 2015–2016: Die lächerliche Finsternis (Regie: Christopher Rüping)
- 2015–2017: Die Stunde da wir nichts voneinander wussten (Regie: Tlit Ojasoo und Ehe-Liis Semper)
- 2015–2017: Die unendliche Geschichte (Rolle: Atréju; Regie: Rüdiger Pape)
- 2015–2017: Liebe. Trilogie meiner Familie 1 (Rolle: Dr. Ramond; Regie: Luk Perceval)
- 2015–2019: Ich rufe meine Brüder (Rolle: Amor; Regie: Anton Krause)
- 2016–2017: Das Schloss (Rolle: Herr K.; Regie: Antú Romero Nunes)
- 2016–2017: Popmythen #1: Starr Wars (Regie: Giacomo Veronesi)
- 2016–2017: Geld. Trilogie meiner Familie 2 (Rolle: Dr. Ramond/Der Schauspieler Hector; Regie: Luk Perceval)
- 2016–2017: Der Spieler (Rolle: des Grieux; Regie: Jan Bosse)
- 2016–2018: Schnee (Regie: Ersan Mondtag)
- 2017: Isabelle H. (geopfert wird immer) (Regie: Franziska Autzen)
- 2017: Cyrano de Bergerac (Rolle: Lignière, Kadett; Regie: Leander Haußmann)
- 2017: Hunger. Trilogie meiner Familie 3 (Rolle: Johannes/Kapitän/Dr. Vanderhaegen/Heizer; Regie: Luk Perceval)
- 2017: Auerhaus (Regie: Franziska Nutzen)
- 2018: Panikherz (Regie: Christopher Rüping)
- 2018–2020: Orpheus (Rolle: Zeus; Regie: Antú Romero Nunes)
- 2018–2020: Frankenstein / Homo Deus (Regie: Jan Bosse)
- 2019: Vögel (Rolle: Eitan Zimmermann; Regie: Hakan Savaş Mican)
- 2019–2020: Rom (Regie: Stefan Bachmann)
- 2020: Der Geizige (Rolle: Valère; Regie: Leander Haußmann)

## Filmografie (Auswahl)
- 2008: Der Vorleser
- 2014: SOKO Leipzig (Fernsehserie, Folge Rossis Fall)
- 2015: Notruf Hafenkante (Fernsehserie, Folge Getrieben)
- 2017, 2025: Morden im Norden (Fernsehserie, verschiedene Rollen, 2 Folgen)
- 2017: Eltern allein zu Haus – Die Winters (Fernsehreihe)
- 2017: In aller Freundschaft – Die jungen Ärzte (Fernsehserie, Folge Gesetz und Liebe)
- 2018: SOKO Köln (Fernsehserie, Folge Tod in der Milchstraße)
- 2019: Dreissig
- 2020: Liebe. Jetzt! (Fernsehserie, Folge Rosa)
- 2021: Tatort: Tödliche Flut (Fernsehreihe)
- 2021: Ruhe! Hier stirbt Lothar (Fernsehfilm)
- 2021: SOKO Stuttgart (Fernsehserie, Folge Trail des Todes)
- 2021: Helen Dorn – Wer Gewalt sät (Fernsehreihe)
- 2021: Am Ende der Worte (Kinofilm)
- 2022: Der Beschützer (Fernsehfilm)
- 2022: In Wahrheit: Unter Wasser (Fernsehreihe)
- 2022: So laut du kannst (Fernsehfilm)
- 2022: Neuland (Fernsehserie, Folge Mach sie fertig)
- 2022: Kämpferinnen (Fernsehserie, Netflix)
- 2023: Letzter Abend
- 2024: SOKO Wismar (Fernsehserie, Folge Junges Glück)

## Hörspiele (Auswahl)
- 2018: Sabine Stein: Sumatra – Rolle: Wilson; Regie: Roman Neumann (NDR)
- 2023: Michael Ende: Momo – Das Hörspiel (50 Jahre Momo) – Rolle: Gigi Fremdenführer[18]